# Tyttocharax cochui
Tyttocharax cochui es una especie de peces de la familia Characidae.

## Morfología
Los machos pueden llegar alcanzar los 2,1 cm de longitud total.

## Hábitat
Vive en zonas de clima tropical. 

## Distribución geográfica
Se encuentran en la  cuenca del río Amazonas.